# Мороз, Сергей Васильевич
Сергей Васильевич Мороз (род. 26 мая 1960, п. Окница, Рыбницкий район, Молдавская ССР, СССР) — педагог, государственный деятель Приднестровской Молдавской Республики. Министр природных ресурсов и экологического контроля Приднестровской Молдавской Республики с 19 декабря 2010 по 5 января 2012.

## Биография
Родился 26 мая 1960 в посёлке Окница Рыбницкого района Молдавской ССР (ныне — село Окница Каменского района Приднестровской Молдавской Республики), в семье рабочих.
С 1967 по 1977 учился в средней школе посёлка Окница.

### Образование
В 1983 окончил Винницкий государственный педагогический институт имени Н. А. Островского по специальности «география» с дополнительной специальностью «биология».

### Карьера
С 1983 по 1987 — работал учителем географии в средней школе города Атаки Молдавской ССР.
С 1987 по 1992 — работал учителем географии и природоведения с основами экологии в СШ № 2 Тирасполя.
С ноября 1992 по 2001 — заместитель Председателя Государственного комитета по экологии Приднестровской Молдавской Республики.
С 2001 по 2008 — заместитель министра природных ресурсов и экологического контроля Приднестровской Молдавской Республики — начальник Главного Управления экологической безопасности.
C 2008 по декабрь 2010 — заместитель Генерального директора СЗАО «Интерднестрком».
С 19 декабря 2010 по 5 января 2012 — министр природных ресурсов и экологического контроля Приднестровской Молдавской Республики.

## Семья
Женат, воспитывает двух сыновей.

## Награды и звания
- Орден «Трудовая слава»
- Медаль «За трудовую доблесть»
- Медаль «За безупречную службу» III степени
- Медаль «15 лет Приднестровской Молдавской Республике»
- Грамота Президента Приднестровской Молдавской Республики
- Заслуженный работник Приднестровской Молдавской Республики